# Книга Рут

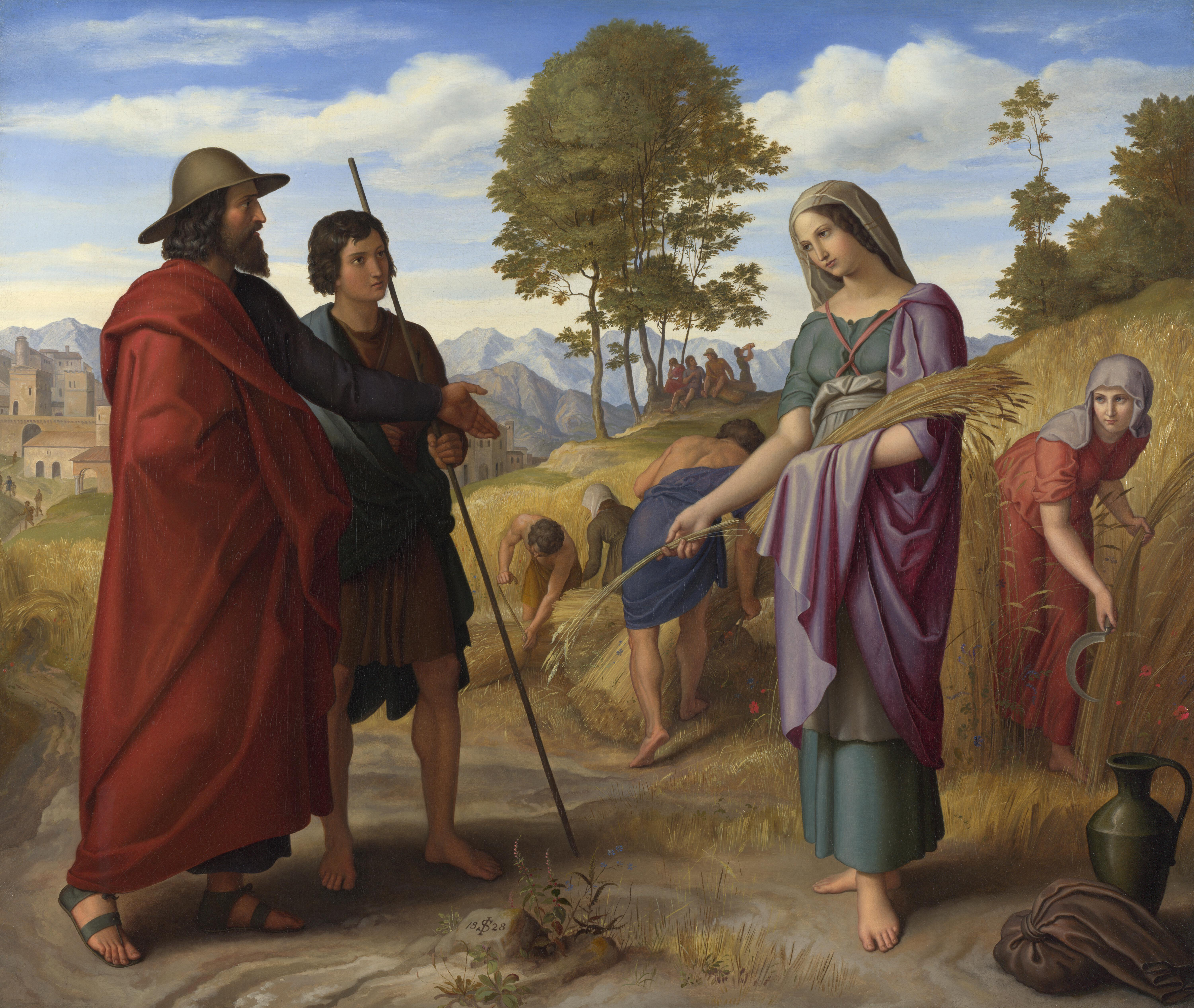
Юліус Шнор фон Каролсфельд.
Рут на полі Вооза

Кни́га Рут або Книга Руфі (івр. מגילת רות, Меґілат Рут) — книга Старого Заповіту Біблії і писань Танаха.

## Зміст Книги
Книга розділена на чотири розділи та містить 85 строф.
- Перший розділ розповідає про голод у Землі Ізраїлю, через який Елімелех з своєю дружиною Ноемою і двома синами вирушають до Моава. Там сини одружуються на моавитянках Рут і Орпі (Орфі). Через якийсь час Елімелех і два його сини помирають. Ноема залишається з двома невістками — Рут і Орпою. Коли Ноема вирішує повернутися в Землю Ізраїлю та пробує вмовити невісток залишитися у себе на батьківщині. Однак Рут залишається з нею.
- Другий розділ розповідає про те, як прибувши до Вифлеєму Рут збирає колоски, залишені після жнив на полі Вооза, далекого родича Ноеми, для своєї свекрухи.
- Третя глава — про те, як Рут за порадою свекрухи відкриває Воозу, що він доводиться їй родичем.
- Четверта глава — розповідь про викуп Воозом прав на одруження на Рут і спадщину Елімелеха у ближчого родича, який має право першості на одруження з Рут. Рут народжує Воозу сина Оведа, онуком якого стає цар Давид. Перераховується родовід Вооза і Давида від Фареса, сина Юди (Рут. 4:17-22).

Книга Рути є ще одною повчальною історією про те, що найпевнішим порятунком у скрутній ситуації є покластися на Бога.

## Юдаїзм
Книга Рут є однією з книг Писання, і входить до П'яти сувоїв (івр. מגילות, «Мегілот»). Книгу Рут у багатьох громадах читають публічно в синагозі на ранковій молитві свята Шавуот. Книга Рут цілком входить до антології з книг письмової та усної Тори (Тикун Лейл Шавуот), яку вивчають у ніч свята Шавуот, коли святкується дарування Тори на горі Синай. Існує кілька причин, що зв'язують книгу Рут зі святом Шавуот: Приєднання Рут до єврейського народу (гіюр), подібно прийняття євреями Тори на горі Синай.
У кінці книги Рут згадується народження її правнука, царя Давида, який за переказами помер у Шавуот.
Основні події книги Рут пов'язані з часом жнив.

## Новий Завіт
Через Давида, за свідченням Євангелія, Рут є і праматір'ю Сина Давидового, Ісуса, в родоводу якого, серед небагатьох жінок, значиться і її ім'я (Мт. 1:5).

## Українські переклади та переспіви
- Книга Рути. Біблія у перекладі Івана Хоменка
- Рут [Архівовано 24 жовтня 2020 у Wayback Machine.] / Біблія. Переклад нового світу
- Три Книги Святого Письма Старого Завіту: Рут-Товіт-Пісня Пісень / Перекл. Володимир Дзьоба. Мюнхен: Лоґос, 1957. 69 с. (Завантажити тут [Архівовано 7 лютого 2022 у Wayback Machine.])
- Книга Рут : переспів Яковенко Т. В. // Живий вогонь: вибрана лірика та переспіви. — Вінниця: ДП «Державна картографічна фабрика», 2009 — 320 с. — С. 195-214. — ISBN 978-966-2024-59-3